# Lan chu đình vàng trơn
Lan chu đình vàng hay lan lá cau, cau diệp gần ( Spathoglottis affinis ) là một loài lan đất.

## Đặc điểm nhận dạng
Lan chu đình vàng trơn là một loài lan đất, có củ già lớn khoảng 1 – 2 cm. Lá thuôn hẹp, dài 20 – 40 cm, rộng 1,5 cm - 4 cm, đỉnh nhọn, gốc có cuống, 5 - 7 gân. Cụm hoa thẳng cao 50 – 70 cm, mang hoa ở đỉnh. Hoa lớn màu vàng. Cánh môi có 3 thùy hình tim, gốc hẹp, có 2 móng nhỏ.

## Phân bố
Cây Lan chu đình vàng trơn mọc ở Ninh Thuận, Bình Thuận, Gia Lai, Đắk Lắk, Kon Tum, Lâm Đồng, Đồng Nai, Bà Ria - Vũng Tàu và tại Lào, Campuchia, Myanmar, Malaysia, Thái Lan, Indonesia.

## Hình ảnh

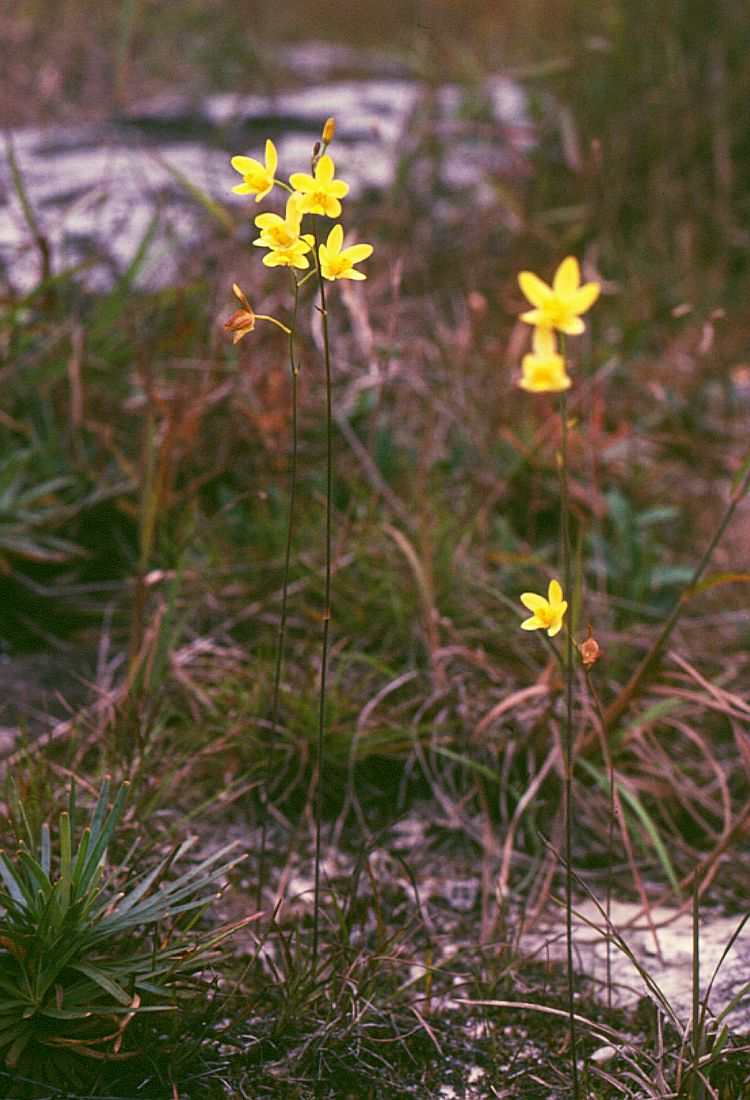